# 핀란드만

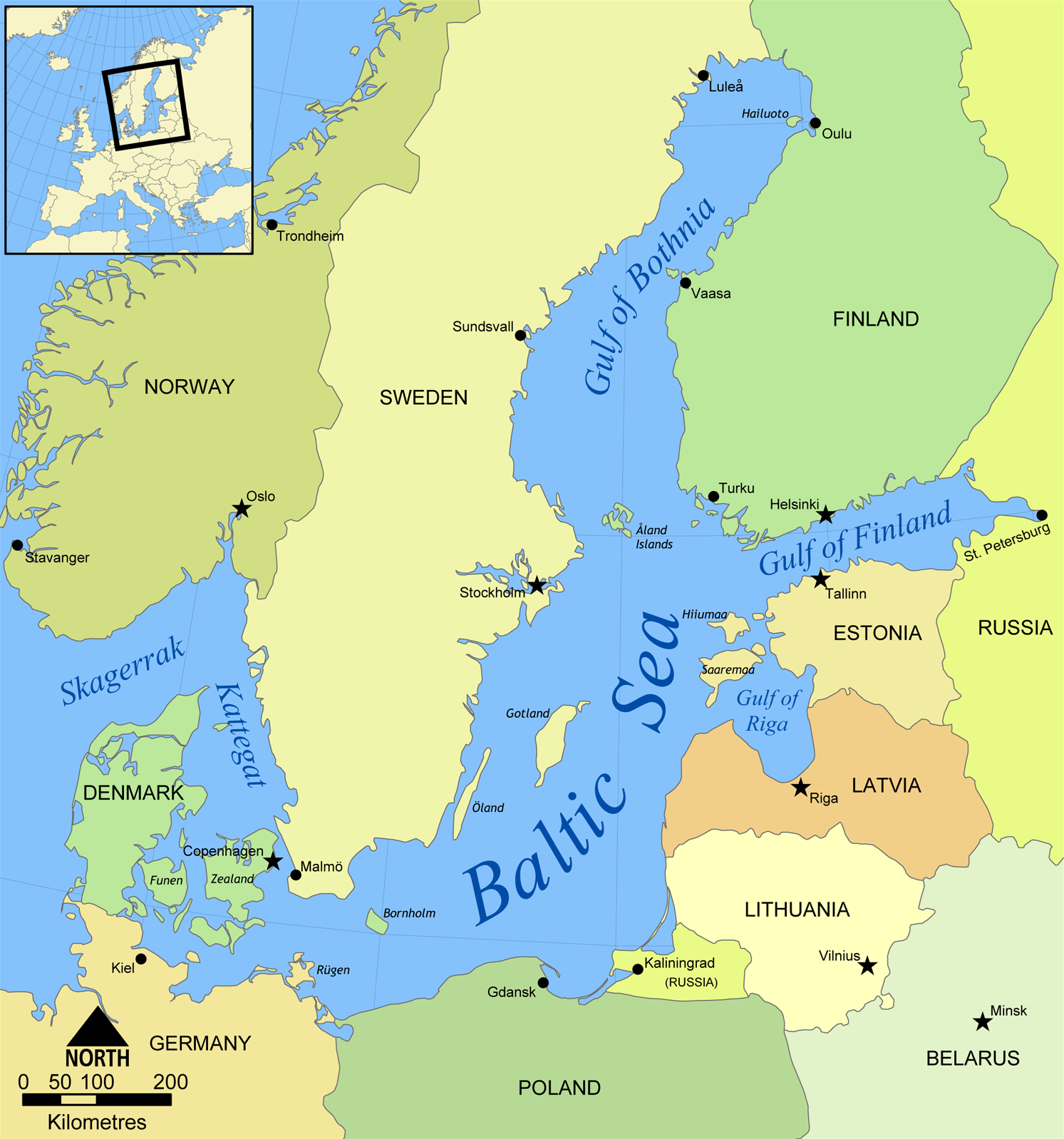
발트해 지도

핀란드만(핀란드어: Suomenlahti 수오멘라흐티[*], 러시아어: Финский залив 핀스키 잘리프[*], 스웨덴어: Finska viken, 에스토니아어: Soome laht)은 핀란드와 에스토니아 사이에 있는 발트해 동쪽의 만으로 네바강이 흘러드는 러시아의 상트페트르부르크까지 뻗어 있다. 상트페트르부르크 외에 헬싱키, 탈린 등의 항구 도시가 발달해 있다.
핀란드만은 상트페테르부르크로 통하는 유일한 바닷길이기 때문에 러시아에게 전략적으로 매우 중요한 곳이다.

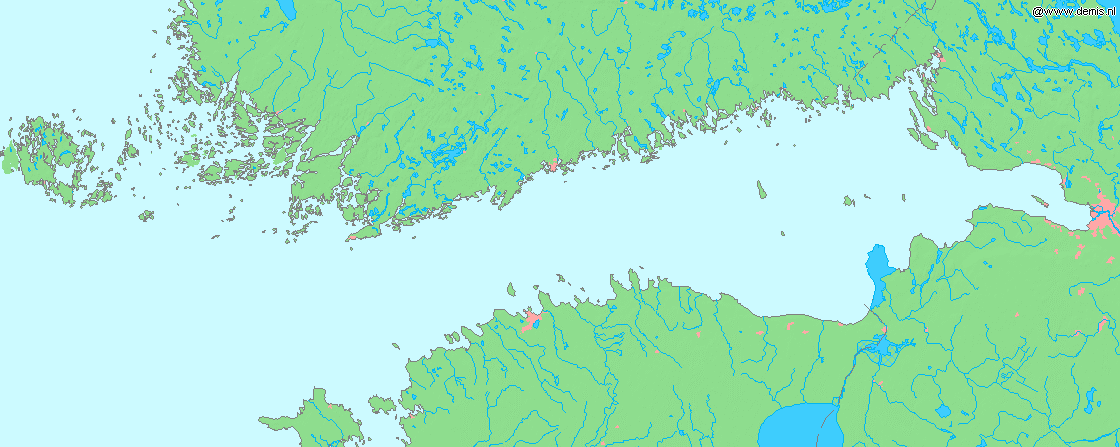
핀란드 만

## 주요 섬
- 코일루오토섬
- 볼쇼이튜테르스섬
- 고글란트섬
- 코틀린섬